# Tùng vảy
Tùng vảy hay còn gọi tùng mốc (danh pháp khoa học: Juniperus squamata) là một loài thực vật hạt trần trong họ Cupressaceae. Loài này được Buch.-Ham. ex D.Don mô tả khoa học đầu tiên năm 1824.